# Digossina
La digossina è una molecola appartenente alla classe dei glicosidi digitalici. Il farmaco viene utilizzato per aumentare la forza di contrazione delle fibre miocardiche sia atriali che ventricolari, determinando così un effetto inotropo positivo.

## Storia

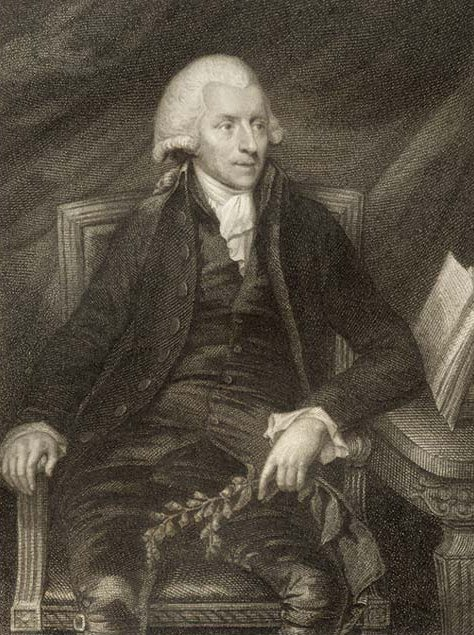
William Withering, autore del primo testo sulla digitale: "An Account of the Foxglove and some of its Medical Uses"

La prima descrizione sull'uso di Digitalis purpurea risale al 1775 e porta la firma di William Withering, un medico del General Hospital di Birmingham. Nella prefazione della sua opera Withering afferma che si è deciso a scrivere dell'utilizzo della digitale affinché anche altri traggano qualche insegnamento dalla sua esperienza, prima che "un farmaco di tanta efficacia sia condannato e respinto come pericoloso ed ingestibile".
La prima accurata descrizione degli effetti terapeutici della digitale è invece contenuta in nove casi clinici apposti da Erasmus Darwin nella tesi di laurea di suo figlio e pubblicata nel 1780. Alcuni critici d'arte ritengono che il famoso pittore olandese Vincent van Gogh abbia dipinto alcuni suoi dipinti, fra cui "Terrazza del caffè la sera" e "Notte stellata" due tra le sue più famose opere, in preda a episodi di intossicazione digitalica. Infatti una caratteristica peculiare di questi dipinti di Van Gogh è l'uso del giallo e la corona giallo che circonda ogni stella. 
D'altro canto in un'altra sua famosa opera Ritratto del dottor Gachet Van Gogh ritrae il medico e darwinista a fianco di una tavola rossa, su cui c'è un libro giallo e una pianta di digitalis purpurea.

## Farmacodinamica
La digossina aumenta la forza e la velocità della contrazione del miocardio. È anche in grado di determinare un effetto cronotropo negativo, cioè di ridurre la frequenza sinusale. Questo effetto è in parte spiegabile grazie alla importante azione vagomimetica in gran parte indiretto, almeno alle concentrazioni terapeutiche. Il farmaco riduce la velocità di conduzione cardiaca in modo particolare a livello del nodo atrioventricolare (effetto dromotropo negativo).
Gli effetti complessivi della digossina dipendono anche dalle risposte riflesse alle modificazioni iniziali indotte dal farmaco e dalle differenti situazioni in cui possono trovarsi cuore e sistema cardiovascolare. Infatti la risposta alla digossina è diversa in condizioni di normalità e in caso di insufficienza cardiaca. Nell'insufficienza cardiaca l'effetto inotropo positivo comporta un aumento della gittata cardiaca, una diminuzione del volume cardiaco, una riduzione della pressione venosa, della pressione telediastolica, del volume di sangue circolante, degli edemi e infine un aumento della diuresi.
Nei pazienti affetti da flutter atriale o fibrillazione atriale la digossina abbassa la frequenza ventricolare. Gli effetti diretti della digossina soprattutto sul vago, ma anche sul simpatico, influenzano sia l'attività meccanica sia l'attività elettrica del miocardio. È possibile che l'effetto inotropo positivo della digossina, così come quello di tutti i farmaci digitalici, sia conseguente al legame del farmaco con la Na-K-ATPasi, la pompa sodio-potassio coinvolta nel mantenimento del livello ottimale di sodio all'interno della cellula. La digossina verosimilmente si lega con la subunità a dell'enzima. L'accumulo di sodio nella cellula indotto dal farmaco riduce il gradiente chimico tra il sodio intracellulare e quello extracellulare. Questo gradiente è utilizzato dagli scambiatori Ca-Na (NCX) per estrudere calcio dalla cellula immettendo sodio. In ultima analisi la digossina impedisce lo smaltimento del calcio intracellulare, generando un aumento della concentrazione dello stesso e quindi una maggiore attivazione dell'apparato contrattile.

## Farmacocinetica
Dopo somministrazione endovenosa digossina manifesta i suoi effetti nel giro di 15-30 minuti e l'effetto massimo viene raggiunto entro 2-5 ore. Dopo somministrazione orale il farmaco viene assorbito dal tratto gastrointestinale. La biodisponibilità è variabile dal 60% al 90%, a seconda dei tipi di preparazione e con differenze significative anche tra i diversi prodotti commerciali. L'effetto si manifesta entro 1-2 ore dalla assunzione orale e diviene massimo nel giro di 6-8 ore. Il legame con le proteine plasmatiche è solo del 20-30%. L'emivita media della digossina in soggetti in salute varia tra le 26 e le 45 ore, questo valore è strettamente dipendente dalla funzione renale. La digossina ha un alto volume di distribuzione pari a 5-10 l/kg.
La concentrazione plasmatica terapeutica è compresa tra 0,5 e 2 ng/ml. Concentrazioni superiori a questi limiti risultano tossiche. Si possono comunque osservare effetti tossici anche a concentrazioni inferiori a quelle sopra riportate se nel paziente coesiste ipokaliemia, ipomagnesiemia, ipercalcemia e altre condizioni.
Nei pazienti con funzione renale normale le concentrazioni plasmatiche allo steady-state vengono raggiunte dopo 6-7 giorni. L'eliminazione del farmaco avviene per via urinaria, in forma prevalentemente immodificata, sia per filtrazione glomerulare sia per secrezione tubulare.
Si verifica anche un certo grado di riassorbimento a livello del tubulo renale, fenomeno questo da tenere presente quando la velocità di flusso del liquido tubulare è molto ridotta.
Secondo dati recenti la quota metabolizzata ed inattivata dal fegato non sarebbe affatto trascurabile. Infatti un certo numero di pazienti sembra in grado di trasformare fino al 30% della digossina in metaboliti inattivi, tra cui ad esempio la diidrodigossina. La velocità di eliminazione della digossina può cambiare notevolmente se si modifica terapeuticamente la perfusione renale, ad esempio a seguito della somministrazione di vasodilatatori.

## Tossicità
I valori della DL50 dopo somministrazione orale sono nella cavia 3,5 mg/kg e nel gatto 0,2 mg/kg. Nella scimmia una dose di 0,8 mg/kg per via orale produce vomito e blocco atrioventricolare.

## Usi clinici
Digossina viene utilizzata nella insufficienza cardiaca congestizia a bassa portata. Ulteriori indicazioni sono rappresentate dalla tachicardia parossistica atriale, dal flutter atriale e dalla fibrillazione atriale, in particolar modo in fase cronica.
Secondo uno studio del 2025, la digossina si è rivelata efficace nel blocco delle pompe sodio-potassio (Na+/K+-ATPasi) dei cluster di cellule tumorali circolanti (CTC), i principali responsabili delle metastasi. La pompa sodio-potassio causa un accumulo di calcio al loro interno. I risultati nel caso del tumore metastatico al seno sono stati promettenti. Il blocco delle pompe impedisce ai cluster CTC, tipicamente composti da 5-10 cellule, di sopravvivere e formare metastasi.
Tuttavia, la digoxina è stata anche statisticamente associato ad un aumento dell'incidenza dei casi di cancro al seno e all'utero.
Al 2017, la digoxina era sottoposta ai test clinici di fase II per vari tipi di cancro, tra cui quello alla prostata.

## Controindicazioni
Il farmaco è controindicato nei soggetti con ipersensibilità nota verso il principio attivo oppure uno degli eccipienti.
È inoltre controindicata negli stati di intossicazione digitalica, di fibrillazione ventricolare, di cardiomiopatia ipertrofica ostruttiva, di sindrome di Wolff-Parkinson-White accompagnata da fibrillazione atriale.

## Dosi terapeutiche
La digossina può essere somministrata per via endovenosa e per via orale. Se si vuole raggiungere con rapidità una adeguata concentrazione terapeutica del farmaco, scegliendo di ricorrere alla somministrazione endovenosa, si infonde una dose iniziale di carico, scelta in base alle condizioni del paziente. Nei soggetti adulti il medesimo risultato può essere ottenuto ricorrendo ad una dose iniziale di carico per via orale di 500-1000 µg di digossina seguiti da 250 µg ogni sei ore fino ad ottenere la risposta terapeutica desiderata. Si può anche ricorrere ad una digitalizzazione lenta. In questo caso si somministrano 250 µg 1-2 volte al giorno fino al raggiungimento dello steady-state. Le dosi di mantenimento in genere sono poi comprese tra 125 e 250 µg al giorno. In casi di particolare urgenza in cui si vuole raggiungere una digitalizzazione più rapida possibile, la digossina può essere somministrata per infusione endovenosa lenta in dosi di 0,5–1 mg. 
La dose di mantenimento dovrebbe essere uguale alla quantità di farmaco eliminata dall'organismo durante la giornata. La dose orale di carico per neonati e bambini è di 25-45 µg/kg suddivisi nelle 24 ore. La dose endovenosa di carico è invece di 20-35 µg/kg suddivisi nelle 24 ore. Le dosi di mantenimento vanno stabilite in base alla risposta terapeutica. I bambini prematuri sono particolarmente sensibili alla digossina. Al contrario i bambini di età compresa tra un mese e due anni riescono a tollerare livelli plasmatici di digossina più elevati di quelli tollerati dagli adulti. La somministrazione del farmaco per via intramuscolare può risultare molto dolorosa e causare necrosi tissutale, pertanto deve essere evitata.

## Sovradosaggio
La digossina e gli altri glicosidi digitalici possiedono un basso indice terapeutico, cioè uno stretto margine tra dose terapeutica e dose tossica. Per questo motivo è necessaria molta accuratezza nella determinazione del dosaggio. Concentrazioni plasmatiche superiori a 2 ng/ml possono causare effetti tossici. In caso di intossicazione le manifestazioni più frequenti sono a carico del tratto gastrointestinale e consistono in scialorrea, nausea, vomito e diarrea. Molto frequenti anche i sintomi a carico del sistema nervoso e fra questi la cefalea, l'astenia, torpore, disorientamento, confusione mentale, psicosi, allucinazioni, delirio, convulsioni, scotomi, offuscamento della vista. Le manifestazioni che coinvolgono il cuore possono risultare estremamente pericolose. 
Innanzitutto un eccesso di digitale può aggravare un preesistente scompenso cardiaco. Inoltre il farmaco può determinare extrasistoli ventricolari, bigeminismo, tachicardia ventricolare, dissociazione atrioventricolare, tachicardia atriale parossistica con blocco, turbe della conduzione fino al blocco completo. In ambito cardiologico si dice che la digitale può indurre ogni tipo di aritmia. Nausea e vomito possono a volte precedere la comparsa di aritmie. L'infusione endovenosa di potassio cloruro (40 mEq in 500 ml di glucosata al 5%) può rivelarsi utile per il trattamento delle aritmie da digitale, ma non quando esiste un blocco atrioventricolare.

## Avvertenze
Nei soggetti con ipokaliemia il cuore risulta particolarmente sensibile all'azione della digitale. Anche l'ipercalcemia e l'ipomagnesiemia possono causare la comparsa di aritmie durante terapia digitalica. Per questo motivo durante la terapia digitalica è necessario un controllo costante dell'equilibrio elettrolitico. Durante una terapia digitalica gli anziani, i prematuri e i pazienti con insufficienza renale devono essere seguiti attentamente: per evitare l'insorgenza di tossicità, va effettuato un monitoraggio costante della digossinemia.

## Interazioni
Digossina può interagire con numerose sostanze chimiche. Alluminio idrossido, magnesio idrossido, magnesio trisilicato, caolino, acido aminosalicilico, sulfasalazina, colestipolo e colestiramina riducono l'assorbimento gastrointestinale di digossina. L'effetto è ancora più marcato se le sostanze sono somministrate contemporaneamente.
I diuretici come l'acido etacrinico, la furosemide, i tiazidici predispongono il paziente alla tossicità digitalica a causa dello squilibrio elettrolitico che si viene a creare, in particolare l'ipokaliemia.
I sali di calcio somministrati per via endovenosa ed i glicosidi cardiaci presentano sinergismo di effetti con possibile comparsa di aritmie. Similmente gli estratti di paratiroide e la vitamina D, che tra gli effetti hanno un aumento della calcemia, possono sensibilizzare il cuore agli effetti della digitale. La somministrazione concomitante di alcuni farmaci antiaritmici può risultare particolarmente pericolosa. La chinidina causa un aumento dei livelli plasmatici di digossina e, di conseguenza, la possibile comparsa di effetti tossici.
Situazioni analoghe si vengono a creare per la somministrazione di digossina contemporaneamente a flecainide, amiodarone, propafenone. I beta-bloccanti, ed in particolare il propranololo usato insieme alla digossina per il controllo della fibrillazione atriale, può deprimere spiccatamente la conduzione atrioventricolare.
I simpaticomimetici e la succinilcolina possono invece facilitare la comparsa di aritmie cardiache.